# 哀れなハインリヒ
『哀れなハインリヒ』（原題、独: Der arme Heinrich）は中世ドイツの詩人ハルトマン・フォン・アウエ（Hartmann von Aue　12世紀後半から13世紀初期）の代表作。残されているハルトマンの4つの作品のうちではもっとも短いが、日本でも比較的よく知られている。癩病（ハンセン病）に冒された騎士と、彼を慕い命を奉げようと決意した清純な少女を描いた物語詩。

## 物語
ハインリヒは姿が美しく、立ち居振る舞いは礼儀作法に適って、領民に慈悲を与える、非の打ち所のない騎士であった。その名声はあまねく各地に響き、騎士に望まれる限り欠けるものとてなかった。しかし彼は、あまりに欠けるところのない生活につい増長の心が芽生え、神罰により業病（ハンセン病）にかかり、その体は徐々に蝕まれてゆく。それまでハインリヒに忠実であった人々も、彼が呪われた病にかかったのを知ると掌を返したように彼を見捨ててしまった。
なんとしても生きたいと願った彼は必死に治療法を探し、ついにサレルノの名医からその方法を教えられる。それは、自ら命を捧げる穢れなき処女の心臓の生き血を全身に浴びるべし、という忌まわしいものであった。
あきらめたハインリヒは世から隠れて、なおも彼への忠義を失わない一農家で不治の病人として養われるが、ある時そこの主人に問われて治療法を話したのをその家の娘が聞いた。娘は命を捧げてハインリヒの病を癒したいと願い、両親に訴える。両親は強く反対したが、娘は精霊が乗り移ったかのごとく懸命に説得し、親たちもその純真な宗教的熱意に負けて許した。ハインリヒもその申し出を戸惑いながらも受け、娘を連れて、治療をしてくれる名医の所に行く。医師は、娘が自らの志で命を捨てようと願っているのを確認すると、彼女を裸にし、その心臓を切り出そうとするが、ハインリヒは娘の姿の美しさに心を打たれ、罪のない乙女を犠牲にして生き延びようとした自らの愚かさを深く悔恨して治療を中止させた。娘は激しい宗教的情熱ゆえ、ハインリヒを非難さえするが、彼は娘を連れて帰路につく。その時、忌わしい病は神の御手によってすっかり癒されたのだった。ハインリヒは並ぶ者の無い騎士として立ち直り、娘を妻に迎えて、二人は幸福に生きて天の定めた命を全うし、共に天国に迎えられた。

## 背景
ハンセン病（癩病）はもともとヨーロッパには無く、東西の民族交流や十字軍の遠征（11世紀末から13世紀）によって持ち込まれたと考えられる。患者は凄惨な姿となり、また潜伏期間が非常に長く感染経路もつかめなかったため人々は非常に恐れ、嫌悪した。教会は、治療する手立ての無いハンセン病患者の救済をあきらめ、神による罰とみなして徹底した隔離政策を取っている。専用の施設を設置してそこに患者を収容し、収容されずに乞食となって歩く者に対しては、行動や生活に厳しい制限を設けて一般人との接触を固く禁じた。こうした強権的な政策により、中世ヨーロッパのハンセン病患者は次第に減少に転じた。
『哀れなハインリヒ』の背景にはそうした社会状況があった事を理解すると、主人公の運命の過酷さ、少女の自己犠牲の尊さ、神の救いの偉大さを描いた詩の真骨頂が読み取れる。

## 後世への影響
ドイツの劇作家ゲアハルト・ハウプトマン（Gerhart Hauptmann）によって1902年に戯曲として発表された。
ドイツの作曲家ハンス・プフィッツナーは、ハルトマンに基づくJames Grun の台本による全3幕の同名の楽劇を作曲し、1895年に初演された。